# Jan Willem Sap
Jan Willem Sap (Arum, 1962) is een Nederlandse jurist en politiek theoreticus. Hij is hoogleraar Europees recht aan de Open Universiteit Nederland te Heerlen en universitair hoofddocent Europees recht aan de Vrije Universiteit te Amsterdam.

## Opleiding
Sap behaalde zijn eindexamen vwo aan het Christelijk Lyceum te Zeist. In 1988 behaalde hij zijn doctoraalexamen rechtsgeleerdheid (staatkundig internationaal-juridische studierichting) aan de Rijksuniversiteit Leiden. In 1993 promoveerde hij aan de Vrije Universiteit te Amsterdam op het proefschrift Wegbereiders der revolutie. Calvinisme en de strijd om de democratische rechtsstaat, dat werd bekroond met de A.F. de Savornin Lohmanprijs; promotor was Henk Woldring. In zijn proefschrift stelt Sap dat de tegenstelling tussen Gods soevereiniteit en volkssoevereiniteit, zoals verdedigd door Groen van Prinsterer, een vals dilemma is.

## Betrekkingen
Na zijn doctoraal werd Sap in 1989 onderzoeker en docent aan de Faculteit der Rechtsgeleerdheid van de Vrije Universiteit te Amsterdam. Hij was visiting professor of European Union Law aan Northwestern University School of Law in Chicago en gaf onder meer gastcolleges aan Hope College, Holland, Michigan en de Universiteit van Pretoria, Zuid-Afrika. In de loop der jaren heeft hij tal van artikelen en boeken gepubliceerd over onderwerpen op het terrein van onder meer Europees recht, staatsrecht en politieke theorieën. Sap is lid van diverse besturen, waaronder voorzitter van de Vereniging Democratisch Europa, en tijdschriftredacties, waaronder de European Constitutional Law Review. In 2001 was hij docent van het jaar van de Vrije Universiteit te Amsterdam en in 2009 hebben studenten hem opnieuw verkozen tot beste docent van die rechtenfaculteit.
Sap was lid van de Nationale Conventie (2006), een groep denkers die zich onder voorzitterschap van Rein Jan Hoekstra boog over de vraag of er iets moet veranderen aan de inrichting van het nationale politieke bestel. Centraal stond de vraag welke hervormingen kunnen bijdragen aan het herstel van vertrouwen tussen burgers en overheid. Op 11 april 2006 bood Sap als bijdrage aan het debat Een Nederlandse Ontwerp-Grondwet aan, met suggesties voor een meer heldere indeling van de Grondwet, een geschreven vertrouwensregel, vermelding van de Europese rechtsorde, een constitutioneel hof, een referendum bij grondwetsherziening, een preambule en algemene bepalingen met waarden als menselijke waardigheid, democratische rechtsstaat en de rechten van de mens.

## Opvattingen
Sap is actief binnen de christendemocratie. Hij heeft bezwaar tegen de verstatelijking van het particuliere initiatief en is voorstander van een beperkte overheid. Maar in staatkundig opzicht is ook verwantschap met opvattingen zoals het scherpst verwoord door D66. Hij pleit voor staatkundige, bestuurlijke en staatsrechtelijke vernieuwing vanuit een staatsopvatting die is te beschouwen als constitutioneel, democratisch en electief (de magistraat moet gekozen worden).
Sap heeft zich uitgesproken voor constitutionele toetsing door de rechter en een constitutioneel hof, het wetgevingsreferendum, de gekozen burgemeester en de gekozen minister-president. Hij was voorstander van het referendum (2005) over de Grondwet voor Europa en heeft de Nederlandse regering geadviseerd in de aanloop naar de onderhandelingen over het Verdrag van Lissabon (2007).
Inzake de Europese samenwerking meent Sap dat de huidige kloof tussen burgers en de Europese Unie mede wordt veroorzaakt door een onjuiste codificering en werking van het subsidiariteitsbeginsel. De te grote nadruk op efficiëntie leidt tot een technocratie die ten koste is gegaan van de betrokkenheid van de burgers en hun nationale parlementen. Sap meent dat parlementen, ook het Europees Parlement, de burgers meer behoren te beschermen tegen spilzieke overheden.

## Persoonlijk
Jan Willem Sap is getrouwd en heeft vier kinderen. Sap behoort tot de Protestantse Kerk in Nederland. Als singer-songwriter maakt Sap muziek op eigen teksten. Het duo Langeveld & Sap heeft drie Nederlandstalige cd’s gemaakt.

## Publicaties (selectie)
- Wegbereiders der revolutie. Calvinisme en de strijd om de democratische rechtsstaat, Groningen: Wolters-Noordhoff, 1993.
- Het EU-Handvest van de grondrechten. De opmaat voor de Europese Grondwet, Deventer: Kluwer, 2003.
- The Queen, the Populists and the Others: New Dutch Politics explained to Foreigners, Amsterdam: VU University Press, 2010.
- De opstanding van Europa, Nijmegen: Ars Aequi Libri, 2016.

- Bibliothèque nationale de France: cb15539341x (data)
- Gemeinsame Normdatei: 1011408996
- International Standard Name Identifier: 0000 0001 1946 5631
- Library of Congress Control Number: n92032408
- Nationale Bibliotheek van Letland: 000037238
- Nationale Bibliotheek van Israël: 987007457610505171
- Nederlandse Thesaurus van Auteursnamen: 079399991
- Système universitaire de documentation: 113778856
- Virtual International Authority File: 10158697
- WorldCat: E39PBJhCDQvjXfBy8FXbVx8wG3